# جيمس نيلسون (مخرج)
جيمس نيلسون (بالإنجليزية: James Neilson)‏ هو مخرج أمريكي، ولد في 1 أكتوبر 1909 في شريفبورت في الولايات المتحدة، وتوفي في 9 ديسمبر 1979 في فلاغستاف في الولايات المتحدة.

## وصلات خارجية
- جيمس نيلسون على موقع IMDb (الإنجليزية)
- جيمس نيلسون على موقع ألو سيني (الفرنسية)
- جيمس نيلسون على موقع تيرنر كلاسيك موفيز (الإنجليزية)
- جيمس نيلسون على موقع أول موفي (الإنجليزية)
- جيمس نيلسون على موقع قاعدة بيانات الأفلام السويدية (السويدية)
- جيمس نيلسون على موقع قاعدة بيانات الفيلم (الإنجليزية)
- جيمس نيلسون على موقع كينوبويسك (الروسية)